# غنيمة آل عبري (القطن)
'

تعديل مصدري - تعديل

غنيمة ال عبري هي إحدى قرى عزلة القطن بمديرية القطن التابعة لمحافظة حضرموت، بلغ تعداد سكانها 27 نسمة حسب تعداد اليمن لعام 2004.